# The Big Chill
The Big Chill este un festival anual  de muzică alternativă, dance, chill-out și comedie, care se desfășoară pe domenile Castelului  Eastnor, la începutul lunii august, în Anglia. Printre participanții din anul 2011 s-au numărat The Chemical Brothers, Kanye West, Rodrigo Y Gabriela, Jessie J, Robert Plant, Calvin Harris, Aloe Blacc, Chipmunk, Katy B & Example. În ianuarie 2012, organizatorii Festivalului Republic, au anunțat că ediția din acest an va fi anulată datorită disponibilității artiștilor pentru Jocurile Olimpice. 

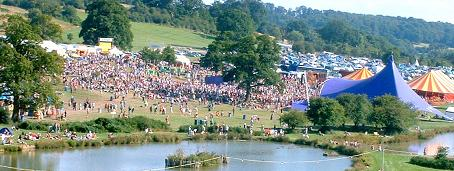
Vedere asupra festivalului Big Chill lînga Castelul Eastnor, 2005.

## Participanți
De-a lungul anilor la festivalul The Big Chill au participat următorii interpreți și DJ:
1995 Big Chill Gala, Llanthony, Black Mountains, Wales: Nightmares On Wax (DJ set), Global Communication, The Gentle Experience (Gentle People vs Karminsky Experience), Springheel Jack, Mixmaster Morris, Matt Black, Another Fine Day.
1996 Big Chill Gala - Hingham, Norfolk: LTJ Bukem, Squarepusher, Mr Scruff, Talvin Singh, Pork Recordings, Zion Train, Autechre, Andrea Parker, Bedouin Ascent, Wishmountain, Earthtribe, Muslimgauze, Sounds From The Ground.
1998 Enchanted Garden, Larmer Tree, Wilts: Instrumental v Mao, Jimpster, Bedouin Ascent, Ian O'Brien, Dego (4 Hero), Rainer Trüby, Michael Reinboth, Robert Miles, London Elektricity, Joi.
1999 Enchanted Garden, Larmer Tree, Wilts: Fila Brazillia, Fridge, BJ Cole and Luke Vibert, Hexstatic, Hefner, Gilles Peterson, Plaid, A Man Called Adam, Roots Manuva, Jazzanova, Paino Circus, Harold Budd, Bollywood Brass Band.
2000 Enchanted Garden, Larmer Tree, Wilts: Amon Tobin, State Of Bengal, Blue States, DJ Food, Norman Jay, The Bays, Amba, Bent, Paper Recordings, Shur-i-Ken, Pork Recordings, Chris Coco
2001 Enchanted Garden, Larmer Tree, Wilts: Zero 7, The Cinematic Orchestra, Kinobe, Goldfrapp, Terry Callier, Blu Mar Ten, Spacek, LTJ Bukem, DJ Derek, Richard Norris, Neotropic, Alucidnation, Sidestepper.
2001 Lulworth Castle, Dorset: Kruder & Dorfmeister, Future Sound of London, Phil Asher and Nathan Haines, Mixmaster Morris, Landslide, Modaji, Howie B, Herbert, Crazy Penis, Pitch Black, Funky Lowlives.
2002 Enchanted Garden, Larmer Tree, Wilts: Lamb, Badmarsh and Shri, Peshay, Lambchop, Quantic, Lemon Jelly, To Rococo Rot, Pole, DJ Krush, Boomclick, Osymyso.
2002 Eastnor Castle: Gotan Project, Röyksopp, Plaid, Fila Brazillia, Koop, Maurice Fulton, Gilles Peterson, Hint, Isan, Ulrich Schnauss, Andreas Vollenweider, Bola, The Bees, Charles Webster, Jerry Dammers, Jedi Knights.
2003 Eastnor Castle: Nitin Sawhney, John Peel, Trüby Trio, Jaga Jazzist, Boozoo Bajou, Ralph Myerz and the Jack Herren Band, Bussetti, François K, Jimi Tenor, Nightmares On Wax, A Guy Called Gerald, Murcof, Amy Winehouse, Dubtribe Sound System, The Wurzels.
2004 Eastnor Castle: Coldcut, Lemon Jelly, Fragile State, Quantic Soul Orchestra, Mylo, Hot Chip, Phil Hartnoll, The Egg, Bonobo, Xpress 2, Adam Freeland, Memory Band, Oi Va Voi, Flipsyde, New Sector Movement, Biosphere, Four Tet, Bugz In The Attic, Bent, Sparky.
2005 Eastnor Castle: The Bays, Mad Professor, Fat Freddy's Drop, The Earlies, Tinariwen, The Necks, Lunz, Robert Fripp, St. Etienne, Ukulele Orchestra of Great Britain, The Rebirth, Youngblood Brass Band, Emiliana Torrini, The Beat, Roisin Murphy, The Swingle Singers, Alice Russell, Kate Rusby, Tunng, Roisin Murphy, London Elektricity, Patife and Dynamite MC.
2006 Eastnor Castle: Bussetti, José González, Aim, The Heritage Orchestra with Deodato, Amadou and Mariam, Arrested Development, The Proclaimers, Sebastian Tellier, Brian Eno, Lily Allen, Coldcut, Robert Owens, Biggabush, Nathan Fake, Jon Hopkins, Lambchop, Beauty Room, Bellowhead, Jamie Lidell, Vashti Bunyan, A Hawk and a Hacksaw, Lou Rhodes, Neil Cowley Trio, Shri, Bugz In The Attic, Sparks, E.S.T, Digitonal, The Egg, Scritti Politti.
2007 Eastnor Castle: Kruder & Dorfmeister, The Cinematic Orchestra, Seasick Steve, The Bad Plus, Richie Havens, The Blockheads, Mr Hudson and The Library, Mixmaster Morris, Faze Action, Morgan Geist, Max Hattler, Isaac Hayes, Ojos De Brujo, Skatalites, Paul Hartnoll, Kevin Rowland, John Metcalfe, The Spatial AKA Orchestra, Roedelius, Shlomo, Crazy P, The Go! Team, Hexstatic, Tom Middleton.
2008 Eastnor Castle: Thievery Corporation, Trentmoller, Leonard Cohen, The Mighty Boosh, Bill Bailey, Irresistible Force, The Buzzcocks, Beth Orton, Roots Manuva, Ty, David Holmes, The Orb, Lee "Scratch" Perry, Russell Howard, Flying Lotus, Benga, Derrick Carter, Matthew Herbert Big Band, DJ Krush, Hot 8 Brass Band, Fink, Camille.
2009 Eastnor Castle: Basement Jaxx, Orbital, David Byrne, Lamb, Spiritualized, Pharoah Sanders, Amadou & Mariam, Max Romeo, Mulatu Astatke, Chris Cunningham, Josie Long, Tim Minchin, Dylan Moran, Noel Fielding, Russell Howard, Metro Area, Michael Lang, Friendly Fires, Mr Hudson, Chrome Hoof, Calexico, Ashley Beedle, The Field, James Yuill, Todd Terje, Bass Clef, Tomb Crew, Don Letts, Bonobo (musician), Justin Robertson, Hypnotic Brass Ensemble, To Rococo Rot, David Shrigley, Norman Jay, Gong, John Cooper Clarke, Mixmaster Morris, Congo Natty, Jazzie B, Keb Darge, Adrian Sherwood, Greg Wilson, DJ Derek, Sparky, Suns of Arqa.
2010 Eastnor Castle: Massive Attack, M.I.A., Lily Allen, Thom Yorke, Roots Manuva, Gregory Isaacs, Explosions In The Sky, Plan B, Tinie Tempah, Bebel Gilberto, Kelis, Roy Ayers, Mike Patton's Mondo Cane, Kruder & Dorfmeister, Layo & Bushwacka!, Magnetic Man, Mr. Scruff, Craig Charles, Mystery Jets, Steve Mason, Chris Coco, Benji B, Liars, Caribou, Mount Kimbie, The Leisure Society, Rye Rye, Riva Starr, Bonobo (musician), Villagers, Henrik Schwarz, Andy Weatherall, Hospital Records, Little Dragon, The Bug, Mad Professor, Joker, Appleblim, Theo Parrish, Greg Wilson, DJ Derek, Tom Middleton, Futureboogie, Alice Russell, The Heavy, Andreya Triana, Funki Porcini, Lol Hammond, Willkommen Collective, Dry The River, Beth Jeans Houghton, Sparky, Alejandro Toledo and the Magic Tombolinos.
2011 Eastnor Castle:The Chemical Brothers, Kanye West, Rodrigo y Gabriella, Empire of The Sun, Jessie J, Robert Plant & The Band of Joy, Neneh Cherry, Metronomy, Warpaint, Wild Beasts, Bullitts, Femi Kuti & The Positive Force, Wild Beasts, Norman Jay, Ariel Pink's Haunted Graffiti, Crystal Fighters...
2012 anulat: Melvin Benn,  Director Manager al Festivalului Republic a declarat: "Cu un sentiment considerabil de regret am  decis să nu organizez The Big Chill în 2012.

## Alte locuri de desfășurare
The Big Chill operează și în alte cîteva locuri:
- Big Chill House - pub/club/restaurant pe Pentonville Road, Londra
- Big Chill Bar - un bar lîngă Brick Lane, Londra
- Big Chill Bar (Bristol) - un bar pe Small Street
- Casa de discuri Big Chill